# クイン・マシューズ
クイン・ジャック・マシューズ（Quinn Jack Matthews, 2000年10月4日 - ）は、 アメリカ合衆国カリフォルニア州オレンジ郡ミッションビエホ出身のプロ野球選手（投手）。左投左打。MLBのセントルイス・カージナルス傘下所属。

## 経歴
スタンフォード大学3年次の2022年、MLBドラフト19巡目（全体584位）でタンパベイ・レイズから指名されたが、この時は契約しなかった。
2023年のMLBドラフト4巡目（全体122位）でセントルイス・カージナルスから指名され、プロ入り。
2024年、傘下のA級パームビーチ・カージナルスでプロデビュー。A+級ピオリア・チーフス、AA級スプリングフィールド・カージナルスへと昇格していき、7月にはオールスター・フューチャーズゲームのナショナルリーグ選抜に選出された。

## 投球スタイル
速球は平均94.8mph （約152.5km/h）、最速97.3mph （約156.5km/h）を計測する。変化球では80mph前後を計測するチェンジアップの評価が高く、他にはスライダーとカーブを投げる。

## 詳細情報

### 記録
MiLB
- オールスター・フューチャーズゲーム選出：1回（2024年）